# Teodoric din Praga

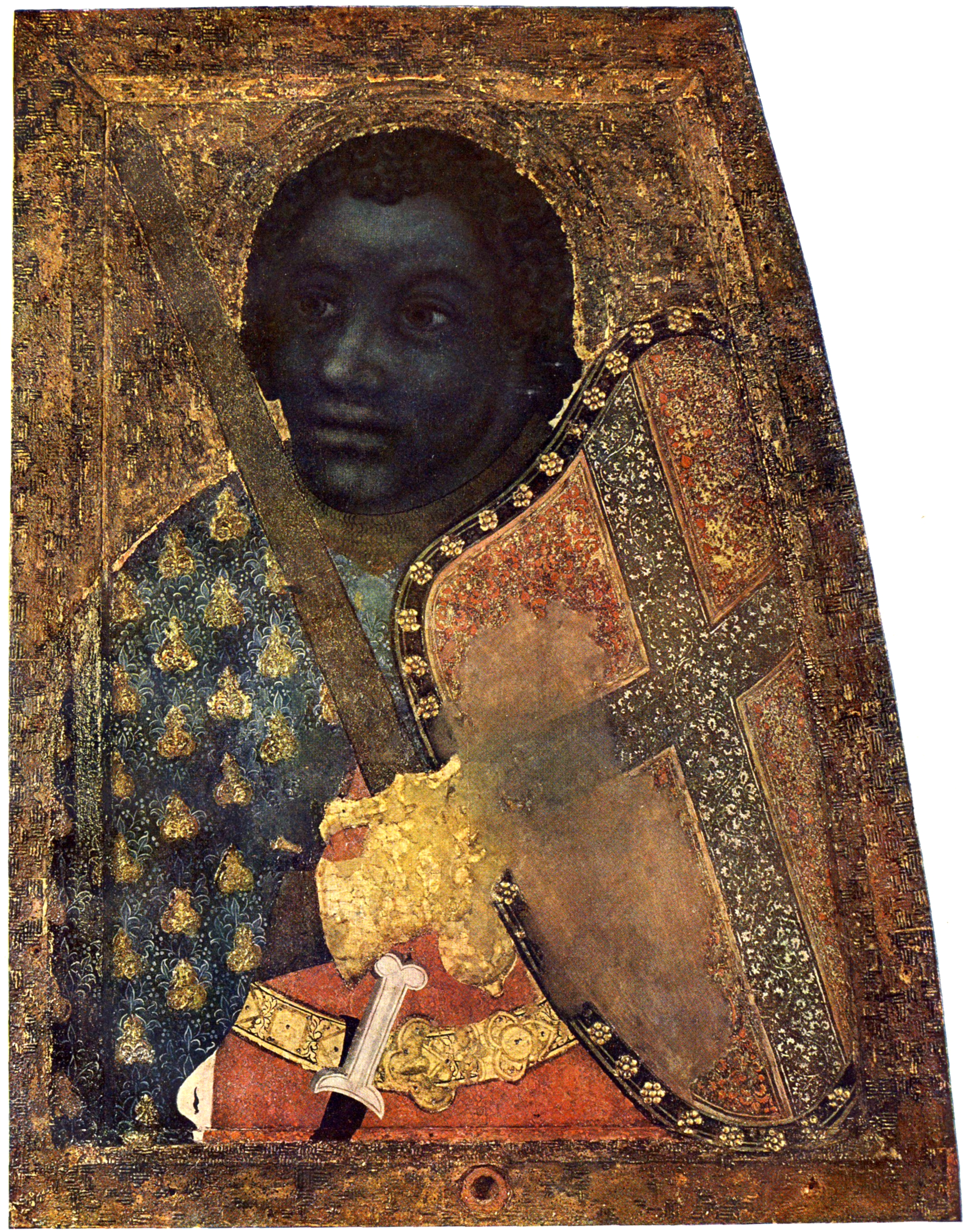
Sfântul Mauriciu (ca. 1360)

Teodoric din Praga sau Meșterul Teodoric (în latină  Magister Theodoricus; a lucrat în perioada 1360–1380) a fost un pictor gotic, care a fost pictor al curții împăratului Carol al IV-lea și primul pictor boem al cărui nume poate fi legat de o operă de artă. Capodopera sa, prin care el este cunoscut, este Capela Sfintei Cruci de la nou-construitul Castel Karlštejn din apropierea Pragăi, care conține o serie mare de portrete de sfinți și de alte persoane importante realizate la dimensiuni de aproximativ jumătate din mărimea naturală, comandate în 1359, dar finalizate după un număr de ani. Teodoric a fost primul pictor ceh ale cărui lucrări sunt menționate în documente existente în arhive.
Opera magna a lui Theodoric o reprezintă colecția de picturi pe lemn și picturi murale care au fost realizate la comanda lui Carol al IV-lea pentru Capela Sfintei Cruci de la Castelul Karlštejn. Există 129 de lucrări ce reprezintă sfinți, profeți sau îngeri. Specialiștii de la Galeria Națională din Praga afirmă că „există doar puține lucrări de o valoare egală în lume: noi credem că nu este nici o exagerare să spunem că acestea pot fi comparate cu astfel de monumente artistice precum Arena din Padova, biserica din Assisi, basilica Santa Croce din Florența [și] palatul papilor din Avignon.”
Cunoscut pentru stilul său îndrăzneț și viguros, el este văzut ca o figură centrală în dezvoltarea artei din Boemia. Ca și mulți alți pictori gotici, a folosit culori foarte luminoase și care atrag atenția și linii îndrăznețe. El a pictat figuri puternice în cadre mici, ce creează privitorilor o impresie de monumentalitate. Faimos pentru utilizarea luminii și a reflecției, el a creat iluzia de spațiu fără sfârșit în opera sa, permițând luminii să se deplaseze în afara cadrului. El este considerat un pionier în acest domeniu. Cercetătorii au fost de acord asupra mai multor aspecte ale carierei lui Teodoric. Un istoric a remarcat faptul că Teodoric a fost un „fenomen unic”, ale cărui lucrări nu pot fi explicate prin evoluția stilistică, deoarece nu au existat precedente pentru lucrarea sa artistică, făcându-ne să credem că el ar fi putut fi un autodidact. Un alt savant a avut o opinie opusă - că el a fost influențat de arta contemporană italiană și franceză.
Teodoric a murit în jurul anului 1381.